# 5116 Korsor
5116 Korsor este o planetă minoră (asteroid), cu un diametru de 18,573 km, din centura de asteroizi. A fost descoperită pe 13 martie 1988 la Brorfelde-observatoriet⁠(d) de Poul Jensen⁠(d) și a fost numită după Korsør. 
Obiectul prezintă o orbită caracterizată de o semiaxă mare de 3,1864023 UAi, o excentricitate de 0,12, o înclinație de 5,23601 ° în raport cu ecliptica.